# Valentine (Nebraska)
Pour les articles homonymes, voir Valentine.
La ville de Valentine est le siège du comté de Cherry, dans l’État du Nebraska, aux États-Unis. Sa population s’élevait à 2 737 habitants lors du recensement de 2010, estimée à 2 803 habitants en 2016.

## Histoire
Valentine a été fondée en 1883 quand le Sioux City and Pacific Railroad a atteint cet endroit. La ville a été nommée en hommage à l’homme politique Edward K. Valentine (en) qui fut représentant de l’État à la Chambre des représentants des États-Unis,.
Valentine participe à un programme annuel de réexpédition où des milliers de courriers sont acheminés au bureau de poste local afin qu’ils puissent être renvoyés avec un cachet postal et une flamme spéciale pour la Saint-Valentin.

## Géographie
Valentine se trouve immédiatement au nord de la rivière Niobrara, à l’extrémité nord de la région des Sandhills et proche de la frontière du Dakota du Sud. Le réservoir Merritt, créé par un barrage sur la rivière Snake (affluent de la Niobrara), se trouve à environ 50 km au sud-ouest de Valentine. Snake River Falls, la plus grande chute d’eau du Nebraska, se trouve sur la rivière Snake entre le réservoir (à quelques kilomètres en aval) et Valentine. Smith Falls, la plus haute chute d’eau du Nebraska, se trouve sur un petit affluent de la rivière Niobrara à environ 15 miles (24 km) à l’est de Valentine dans le parc d’État de Smith Falls.

## Personnalités liées à Valentine
- Patrick Deuel était autrefois l’une des personnes les plus lourdes du monde, a habité Valentine.
- Deb Fischer, sénatrice américaine, exploite un ranch près de Valentine.
- Tim Walz, gouverneur du Minnesota, ancien représentant des États-Unis et candidat démocrate à la vice-présidence en 2024 a grandi à Valentine.